# Moșna (gmina w okręgu Jassy)
Moșna – gmina w Rumunii, w okręgu Jassy. Obejmuje tylko jedną miejscowość Moșna. W 2011 roku liczyła 1767 mieszkańców.